# Площа Старий Ринок
Пло́ща Стари́й Ри́нок — площа у Галицькому районі Львова, в Старому місті. Розташована поблизу вулиці Богдана Хмельницького між Сянською, Підгірною, Пильникарською, Ужгородською, Князя Лева, Чорноморською та Рибною. Належить до світової спадщини ЮНЕСКО як частина об'єкта «Ансамбль історичного центру Львова».

## Історія
Згідно з археологічними розкопками, район площі був заселений ще у XII столітті. Вважається, що саме на основі цього поселення біля підніжжя Замкової гори король Данило в середині XIII століття заснував місто-твердиню Львів. Історики припускають, що на місці сучасної площі був центр міського життя — ринкова площа. До перебудови району у XVIII столітті, оригінальна площа розташовувалася на місці будинків № 1 та № 2 при вул. Пильникарській та була втричі меншою за теперішню. Саме з таким розміщенням колишньої площі пов'язане спрямування фасаду храму Івана Хрестителя, збудованого, за переказами, королем Данилом для своєї невістки, дружини князя Лева, Констанції. Також існує легенда, що Констанція похована у крипті костелу святого Івана Хрестителя. Костел був перебудований у 1886—1889 роках Іваном Левинським та Тадеушем Мюнніхом під керівництвом Юліана Захаревича. Під час останньої реставрації костел перекрили гонтовим дахом, характерним для будівель давнього Львова. 2002 року на південній стіні храму Івана Хрестителя встановлена бронзова пам'ятна таблиця королівні Констанції з барельєфним портретом та написами українською та угорською мовами.
Після завоювання Львова у 1349 році, польським королем Казимиром II Великим територія площі Старий Ринок була виведена із складу міста та нових фортифікацій, так що район площі Старий Ринок опинився за мурами і увійшов, згодом, до Жовківського передмістя. Район був заселений переважно українцями та вірменами, лише невеликій частині яких було дозволено проживати в межах міських мурів.
У 1497 році король Ян I Ольбрахт мав намір обмежити права Старого ринку Львова на користь Нового ринку, в обороні стали 13 міст Галичини.
Згодом площа стала західною околицею місця компактного проживання однієї з двох єврейських громад Львова — заміської. На місці скверу, що посеред площі Старий Ринок майже ста років простояла одна з найбільших синагог Львова — реформістська синагога Темпль, яку ще називали Новою божницею. Освячення Темплю відбулося 18 вересня 1846 року. Це була монументальна споруда в стилі класицизму, яку вінчав великий купол. Була спалена під час німецької окупації Львова, у 1941 році і остаточно знищена у 1943 році. Про неї у сквері на площі Старий Ринок нагадує стела з чорною гранітною таблицею з написами українською та англійською мовами.
У 1950-х роках на площі містилася Міська автобусна станція приміського сполучення. Автобуси, що курсували приміськими маршрутами стояли на невеликій площі Святого Яна (біля храму), що між будинками пл. Старий Ринок, 3 та 5.
Згідно з матеріалами археологічних розкопок, які були проведені під керівництвом професора Львівської політехніки Святославом Терським у 1997 році, у житлових кварталах навколо Старого Ринку на Підзамчі з'явився перший львівський водогін з керамічних труб, який можна датувати XIV століттям. Нині на площі Старий Ринок розташована реставрована імітація старої криниці.

## Назва
- початок XIX століття — площа Рибна, бо на ній торгували рибою, а інша частина площі призначалася для торгівлі гончарними виробами[9].
- 1863 — 1871 роки — площа Нової Божниці, на честь реформістської синагоги Темпль споруджену у 1846 році[10].
- 1871 — 1943 роки — площа Старий Ринок.
- 1943 — липень 1944 року — Альта Рінґпляц[11].
- нинішня назва з липня 1944 року — площа Старий Ринок[12].

## Забудова
Планування району площі збереглося ще з середньовічних часів, однак сучасна забудова з'явилася наприкінці XIX — на початку XX століття. Будівля банку «БМ Банк» (на розі вулиці Богдана Хмельницького) постала у 2000-х роках у стилістиці раціональної сецесії й раннього функціоналізму. Загалом забудова площі виконана в стилях класицизму та сецесії.
Під № 1 стоїть двоповерхова чиншова кам'яниця 1880-х років з декором стандартними елементами у стилі історизму. Сусідня наріжна триповерхова чиншова кам'яниця № 2 збудована на місці давнішого будинку й оздоблена стандартними елементами у неоренесансному стилі.
Наступний будинок № 3 за свою історію поміняв одразу кілька номерів і вулиць: його адресу ідентифікували як вул. Пильникарська, 2, вул. Смерекова, 1, пл. Старий Ринок, 4. На місці двох давніших споруд цей чотириповерховий будинок у стилі раціональної сецесії з'явився 1910 року. За австрійських часів на цьому місці велася торгівля шкірами Каца. У 1902 році тут був склад вугілля Йосифа Пордеса. Згодом, 1912 року, тут влаштували ресторан Генрика Бербера. Від закладу залишився вхід з площі, а також великі вікна першого поверху. Вже за радянської влади, у 1950-х роках, в приміщенні були каси автобусної станції приміського сполучення.
На сусідній ділянці, яка б мала нумеруватися як № 4, колись була площа святого Яна — поруч стоїть однойменний храм. У радянські часи на цьому місці стояли автобуси, що курсували за приміськими маршрутами.
У триповерховій чиншовій кам'яниці № 5, збудованій приблизно 1890 року, до 1939 року був магазин пральних машин Зона. На сусідній ділянці напередодні першої світової війни розібрали старий будинок, а нового донині так і не збудували. Попри те ділянка частково огороджена.
Чотириповерховий будинок № 7 зведений у стилі раціональної сецесії. Наріжники будинку заокруглені, споруда прикрашена бетонними балконами, а фасад завершений трикутним фронтоном. У 1929 році в будинку працювала фірма з продажу шкіри «Ротштайн і Вінтер», а ще відділ Акціонерного товариства «Лодзинська фабрика ниток». На глухій торцевій стіні з боку вулиці Мукачівської до 1980-х року була велика реклама фабрики, але її зафарбували. Під № 8 розташований чотириповерховий бізнес-центр «Старий Ринок», споруджений на початку 2010-років. В будівлі містяться офіси будівельної компанії «Інтеграл-Буд», банку «Український капітал» та низки інших компаній. 2018 року біля бізнес-центру облаштували майданчик для паркування автотранспорту на 27 місць. Паркувальний майданчик функціонуватиме до моменту проведення реконструкції площі. В будинку під № 9 розташований апарт-готель «Австрійський», що відкрився 1 березня 2020 року.
У будинку № 12 за польських часів існувала біжутерія Блоха. Нині цієї адреси не існує.

Світлини вуличної забудови
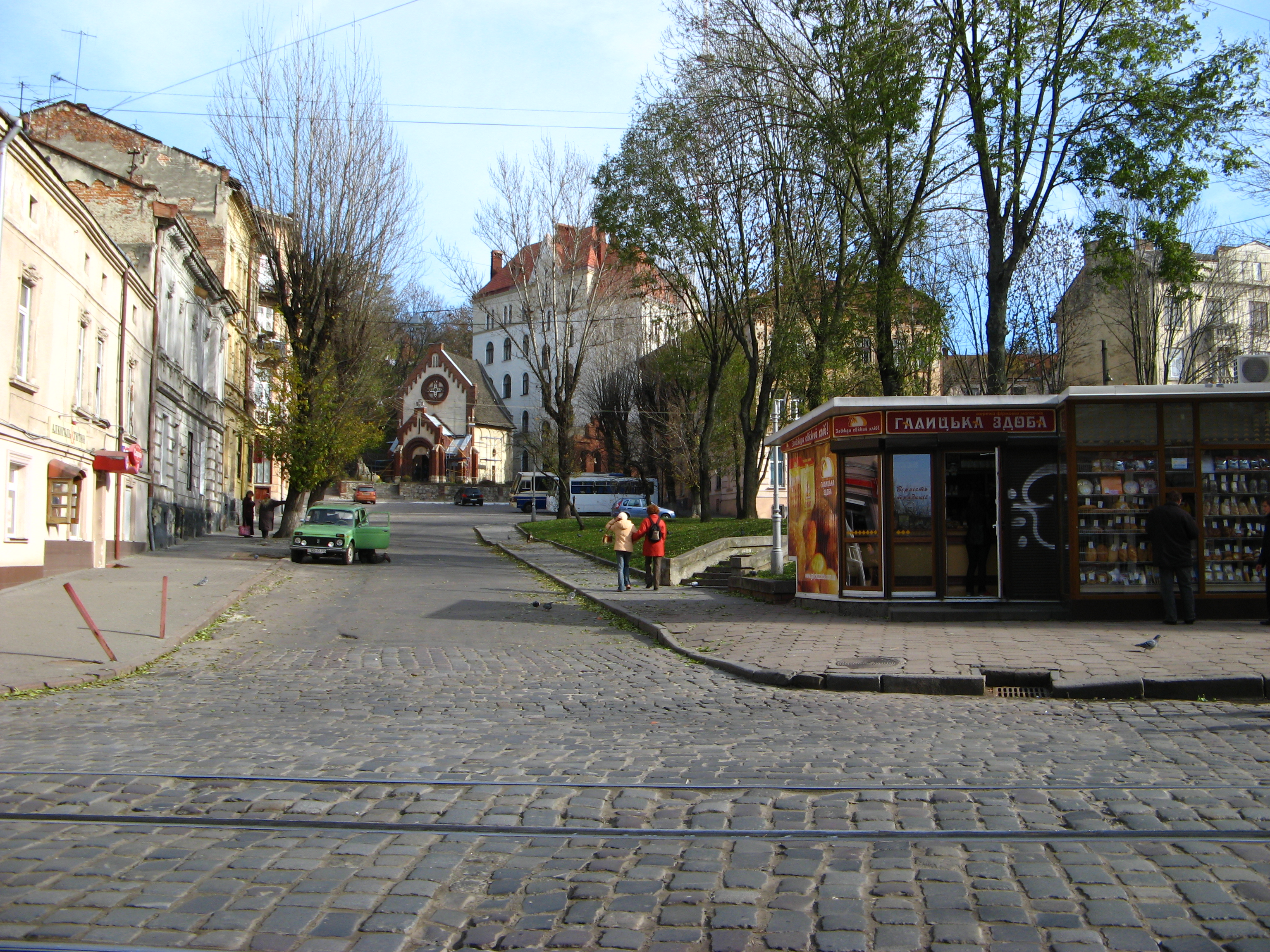
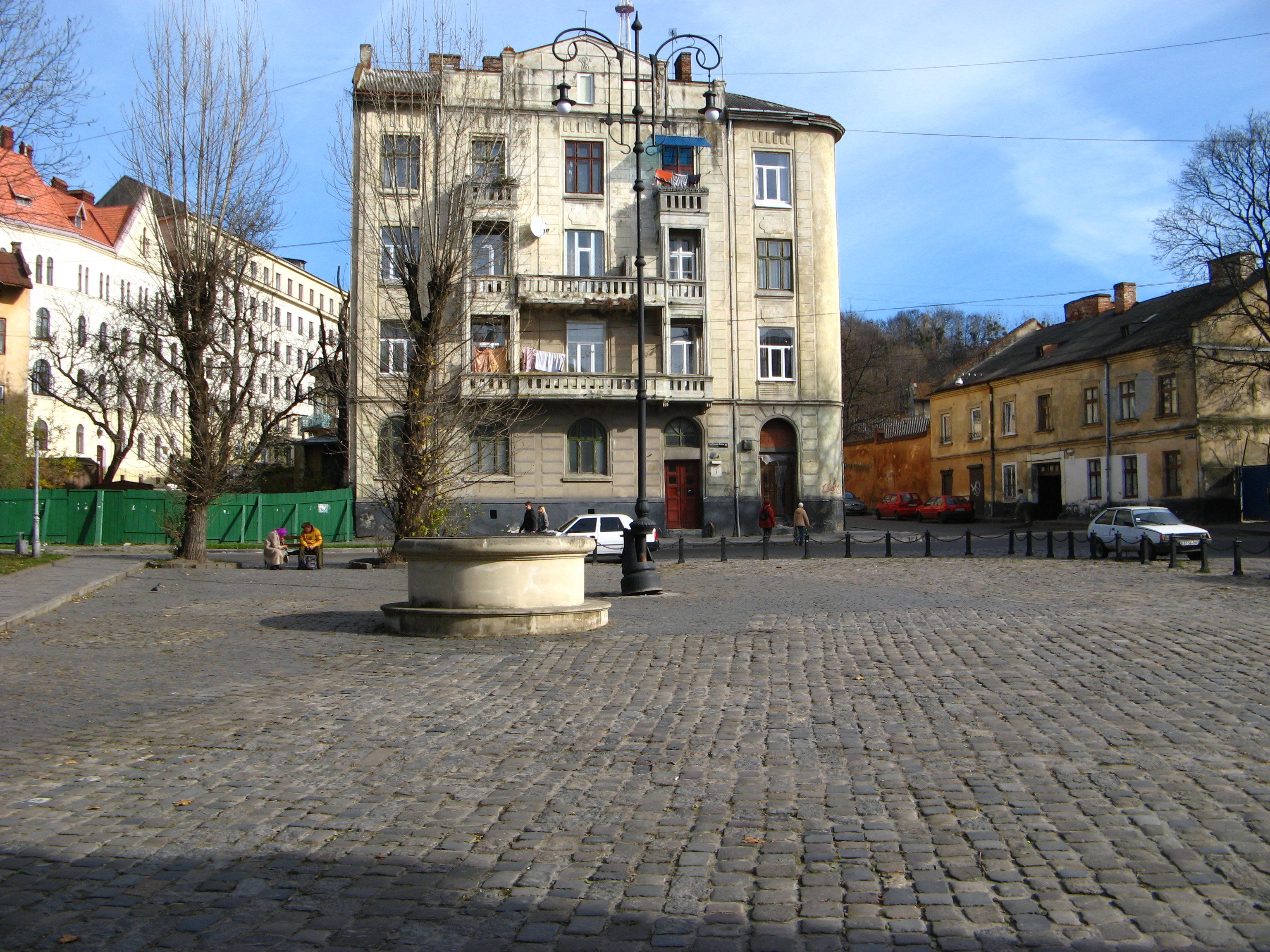
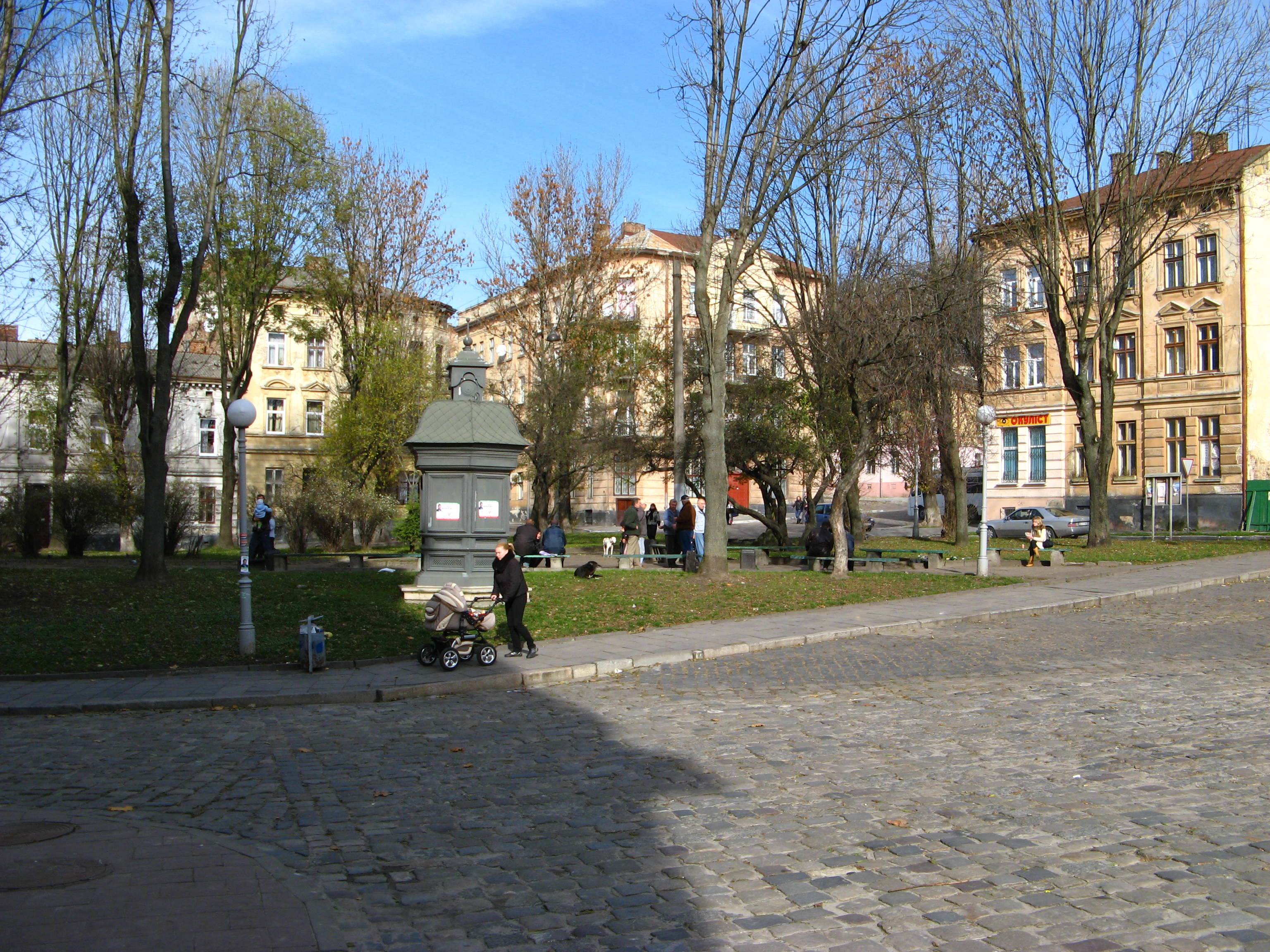
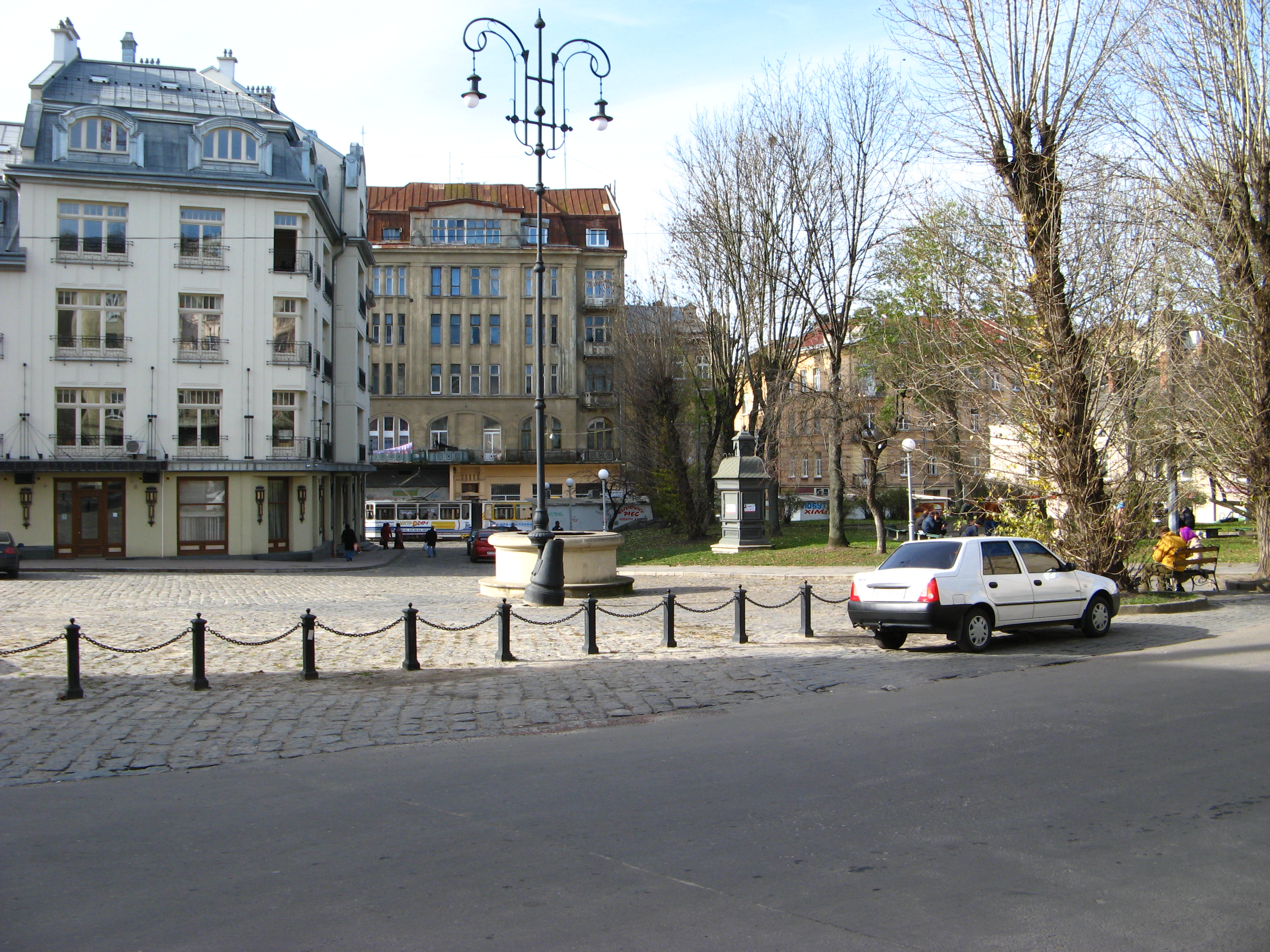
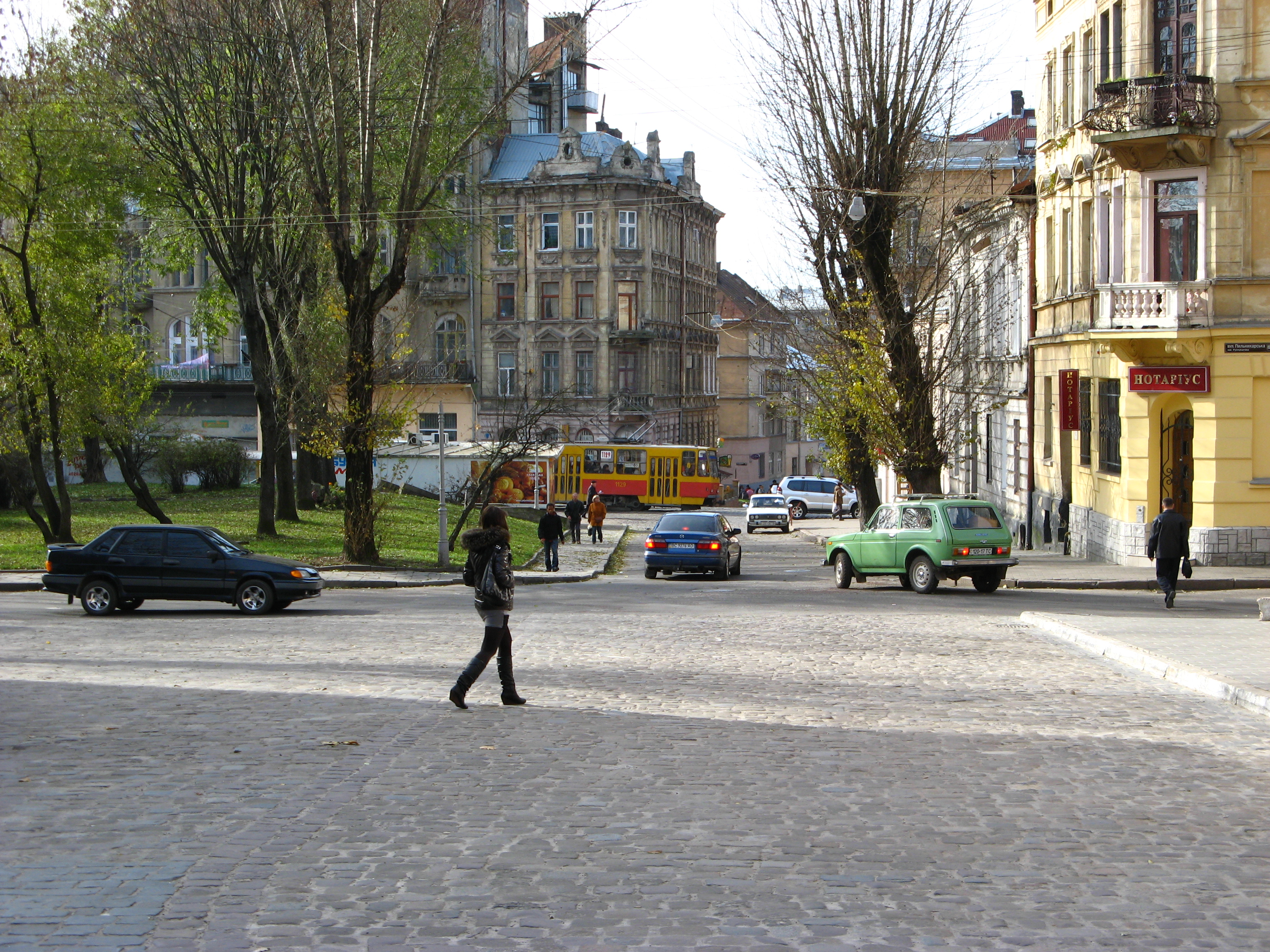